# Společník na cestách (opera)
Společník na cestách (v anglickém originále The Travelling Companion), Op. 146 je opera o čtyřech dějstvích irského skladatele Charlese Villierse Stanforda na libreto Henryho Johna Newbolta podle stejnojmenné pohádky dánského spisovatele Hanse Christiana Andersena. Poprvé byla uvedena 30. dubna 1925 v divadle David Lewis Theatre v Liverpoolu.

## Vznik a historie díla
Společník na cestách je devátá a poslední opera angloirského Charlese Villierse Staforda. Námět, pohádku H. Ch. Andersena, skladateli doporučil irský barytonista Harry Plunket Greene (1865–1936) roku 1911. Stanford se se žádosti o libreto obrátil na počátku první světové války na spisovatele Sira Henryho Newbolta (1862–1938), jehož básně již Stanford zhudebnil ve svých sborech Songs of the Sea (1904) a Songs of the Fleet (1910). Kompozice opery proběhla rychle v dubnu až červnu roku 1916. Následujícího roku Společník na cestách vyhrál cenu Carnegie Trust Award a roku 1919 byly libreto i partitura vydány v londýnském vydavatelství Stainer & Bell, avšak před Stanfordovou smrtí (29. března 1924) nebyla tato opera provedena. Zazněla z ní jen předehra, a to poprvé 4. listopadu 1920, kdy orchestr Royal Philharmonic Society řídil Albert Coates.

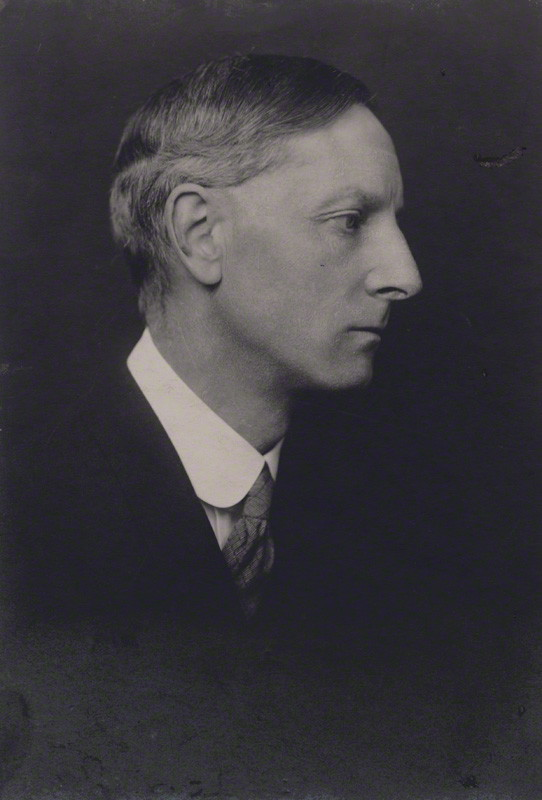
Libretista Společníka na cestách Sir Henry Newbolt, fotografie George Charlese Beresforda z doby mezi lety 1900–1919

Pohádkový námět byl pro generaci následovníků Richarda Wagnera, mezi které se Stanford počítal, charakteristický. Mezi slavné pohádkové opery přelomu 19. a 20. století, do jejichž kontextu byl Společník na cestách řazen, patří Jeníček a Mařenka Engelberta Humperdincka, Čert a Káča (opera) nebo Rusalka Antonína Dvořáka, Popelka Julese Masseneta, Turandot Giacoma Pucciniho nebo opery N. A. Rimského-Korsakova. Stanford byl znám především jako skladatel pro orchestr a sbor a obojí má ve Společníkovi na cestách velké slovo; mezi orchestrální pasáže patří vedle předehry například úvody k jednotlivým dějstvím, mezihra vyjadřující let princezny vzduchem a především tance skřetů pro 3. dějství, sbor provází všechny scény odehrávající se v princeznině království jako živý komentátor děje, ale také vstupuje v podobě podzemních bytostí ve 3. dějství. Stanford využívá v této opeře příznačné motivy, z nichž pro nejvýraznější – motiv smrti“ – použil první ze svých Six Characteristic Pieces, op. 132. Mystický „Společník na cestách“ je zase charakterizován jasným motivem v C dur. V souladu s estetikou „hudebního dramatu“ tvoří opera průběžný symfonický proud nečleněný na čísla, ale prostší než například u Richarda Wagnera nebo Richarda Strausse. Někteří novodobí recenzenti Společníka na cestách spíše přirovnávali k hudbě předcházející novoromantismu: „mně připomíná dramaticky i hudebně mnohem více Weberova Čarostřelce […] s příměsí Gilberta a Sullivana,“ psal Michael Cookson pro MusicWeb International.
Premiéra Společníka na cestách se konala následujícího roku, 30. dubna 1925 v liverpoolském divadle David Lewis Theatre (demolováno roku 1980). Zazněla v podání ochotníků a v redukované orchestraci, což recenzentům – např. Ferrucciovi Bonaviovi v revue The Musical Times, který tuto podobu díla označil za „zmrzačenou“ a inscenaci za „premiéru, která nedokázala upokojit ani ty nejméně náročné, nejtolerantnější z nás“ – neumožnilo vyslovit konečný úsudek. Nicméně roku 1927 zazněla v profesionální podobě v Bristolu (Theatre Royal, dirigoval Adrian Boult), roku 1930 uvedl Společníka na cestách ve své adaptované verzi skladatel Michael Tippett ve vesnici Oxted v Surrey, kde vedl sbor a ochotnické divadlo, roku 1934 ho nastudovala Falmouth Operatic Society. Konečně 3. dubna 1935 uvedla tuto operu v londýnské premiéře Anglická národní opera v divadle Sadler's Wells. Jednalo se o reprezentativní inscenaci s tehdejšími vedoucími pěvci tohoto divadla (Honza: Henry Wendon, Princezna: Joan Cross, Společník na cestách: Percy Heming, Král: Arnold Matters, dirigoval Lawrance Collingwood), která se udržela se na repertoáru po tři sezóny.
Již Bonavia roku 1925 poznamenal, že v důsledku rychlých kulturních změn po světové válce Stanfordova poslední opera námětem i hudební jazykem rychle zastarala: „Před několika lety, když byla fantastická opera v módě, měla by všechny naděje na úspěch.“ Úvodní a závěrečný obraz považoval Bonavia za nezdařilé: „kupodivu Stanford, ač Ir, neměl žádný cit pro fantastické, romantické prvky, které hrají tak velkou úlohu v keltském folklóru“. Profesionální provedení roku 1928 podle Bonavii zdůraznilo „přílišnou vážnost, ne-li přímo ponurost některých míst“; zejména doporučoval odstranit předehru, která „vyjadřuje tmu a pouze tmu“ v rozporu s obsahem opery. Při příležitosti londýnské inscenace shrnul kritické výtky recenzent The Musical Times William McNaught. Vzhledem k námětu se domníval, že „první volbou mezi skladateli pro takový příběh by byl Rimskij-Korsakov; a propast mezi tímto skladatelem a Stanfordem je měřítkem Stanfordova selhání. Vše pochvalné, co se dá o Společníku na cestách říci, lze říci o hudbě spíše než o úloze, kterou hraje.“ Podobně jako Bonavia kritizoval hned předehru, která „popisuje výlučně ponurost úvodní scény a předpovídá večer strávený v mentální atmosféře Parsifala“, avšak atmosfér se brzy změní na něco připomínající tu Carmen, tu Prodanou nevěstu, tu operetu Gilberta a Sullivana. I když považoval Stanfordovu baletní hudbu za „důvtipnou a úchvatnou“, všechny ryze pohádkové scény považoval za nezdařené, protože „nadpřirozená vábení byla stejně vzdálena Stanfordovým schopnostem jako by anglikánská Magnificat byla pro Rimského-Korsakova“. Nakonec se McNaught ptal, „zda Stanford prospal padesát let nebo zda zapomněl, že skládá operu“. Pozdější kritika této inscenace v témže časopise byla mírnější: sice „děj má své absurdity, nezamýšlené i zamýšlené, a Stanford vezme posluchače na okružní jízdu Brahmsem a Verdim, než se dostane sám k sobě“, avšak jako celek je tato opera „zábavná a někdy i ohromující“ a „Stanford měl melodický dar, který v této fantastické pohádce nalezl nejšťastnější projev“.
V poválečné době se tato opera objevovala ve skromné podobě v rukou studentů a amatérů (Bristol Opera School 1961, John Lewis Partnership Music Society 1967, Reading University Opera Society 1981). Do širšího povědomí uvedly Společníka na cestách koncertní provedení a následná komerčně vydaná nahrávka v podání společnosti New Sussex Opera roku 2018.
Novodobý kritický ohlas se liší. Stanfordův životopisec Jeremy Dibble považuje Společníka na cestách za významný článek vývoje anglické opery mezi Purcellem a Brittenem a zejména sbory podle něj předjímají Brittenova Petera Grimese. Vysoké mínění vyjádřil i Robert Matthew-Walker v časopise Musical Opinion Quarterly, kdy tuto operu označil za „skandálně zanedbanou část britské hudební historie“ a doporučil ji „předním operním divadlům [naší] země“. Rupert Christiensen pro deník The Telegraph ji doporučoval spíše pro „některý z letních festivalů“; i když podle něj „zápletka ani charaktery [této opery] nejsou rozvinuty“, má Stanfordova hudba „báječnou vervu a kouzlo“ a „nikdy neumdlévá“. John Johnston v recenzi pro internetovou revue Bachtrack zmiňoval rozmanitou, dobře vystavěnou a originální Stanfordovu partituru, mistrovskou orchestraci (především ve 3. dějství), účinné sborové pasáže někdy s jakoby lidovou svěžestí a dobře charakterizované a pěvecky vděčné úlohy.

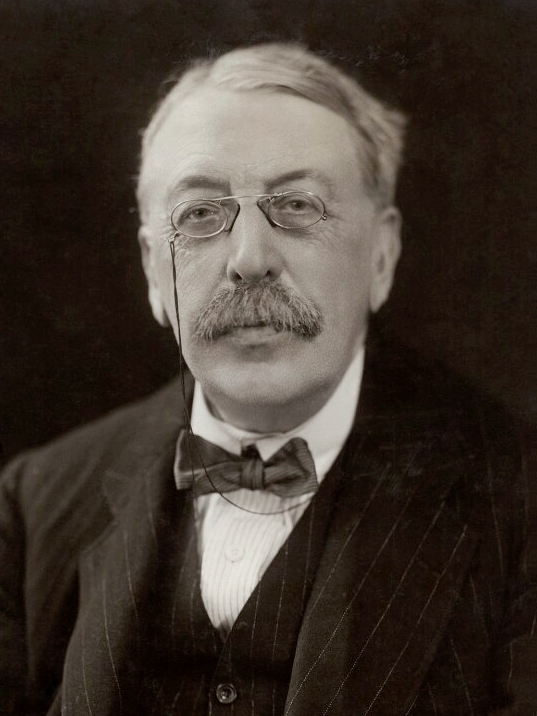
Charles Villiers Stanford, fotografie firmy Bassano z roku 1921

Claire Seymourová hodnotila pro magazín Opera Today inscenaci z roku 2018 pozitivně, avšak poznamenávala, že „tento příběh není bez kouzla, ale charakterizace je často plochá“, upozorňuje na pochybné motivace krále, princezny a čaroděje a o Stanfordově hudbě soudí, že „je melodická, ale nezanechává velký dojem. Je cítit, že Stanford měl v arzenálu zbraně pro vytvoření výborné opery, ale nedokázal přimět všechna děla střílet najednou.“ Richard Bratby píšící pro časopis Gramophone oceňoval Stanfordovu lyrickou, zářivou melodii, protkanou velmi účinnými sbory a prosvětlenou příležitostnými záblesky orchestrální magie“. Proto mínil. že mínil, že „nadšenci a zvědaví nemohou být zklamáni“.
Naopak například Nick Barnard píšící pro stránky MusicWeb International zklamání vyjadřoval . Ocenil sice hudbu spojenou s motivy „smrti“ a „Společníka“, která „má vážnou, zachmuřenou kvalitu, která je impozantní a účinná“, ale oceňované sbory jsou pro něj „velmi standardní záležitost, nejdříve veselí vesničané, pak veselí skřítci, nakonec veselí dvořané“. „Je pro mne obtížné zaslechnout jakoukoli míru osobitosti, natožpak originality. […] Jako dílo mne [Společník na cestách] nechal téměř zcela chladným.“ Louis Bilodeau, píšící z mimobritské perspektivy pro časopis Avant-Scène Opéra, neskrýval své pochyby o díle, které je podle něj „příliš uniformní“ a „mohlo by být napsáno v 80. letech 19. století“: „Stanford napsal partituru, které se poslouchá bez nechuti, ale jejíž síla výrazu se ukazuje omezená. Hudební kresba se ukazuje například v některých zajímavých tancích skřetů ve třetím dějství, avšak celek díla postrádá dramatický dech, který by takový námět vyžadoval. Například zlovolná povaha černokněžníka je stěží naznačena, o hlavu přijde téměř nepozorovaně, milostné city jsou tu značně fádní a rozuzlení je hotovo příliš rychle.“

## Osoby
- Princezna (soprán)
- První venkovské děvče (soprán)
- Druhé venkovské děvče (mezzosoprán)
- Honza [John] (tenor)
- Společník na cestách (baryton)
- Král (basbaryton)
- Černokněžník (bas)
- Hlasatel (baryton)
- První ošklivec (baryton)
- Druhý ošklivec (bas)
- Vesničané, skřeti aj.[20]

## Děj opery
(Odehrává se přibližně v 15. století.)

### 1. dějství

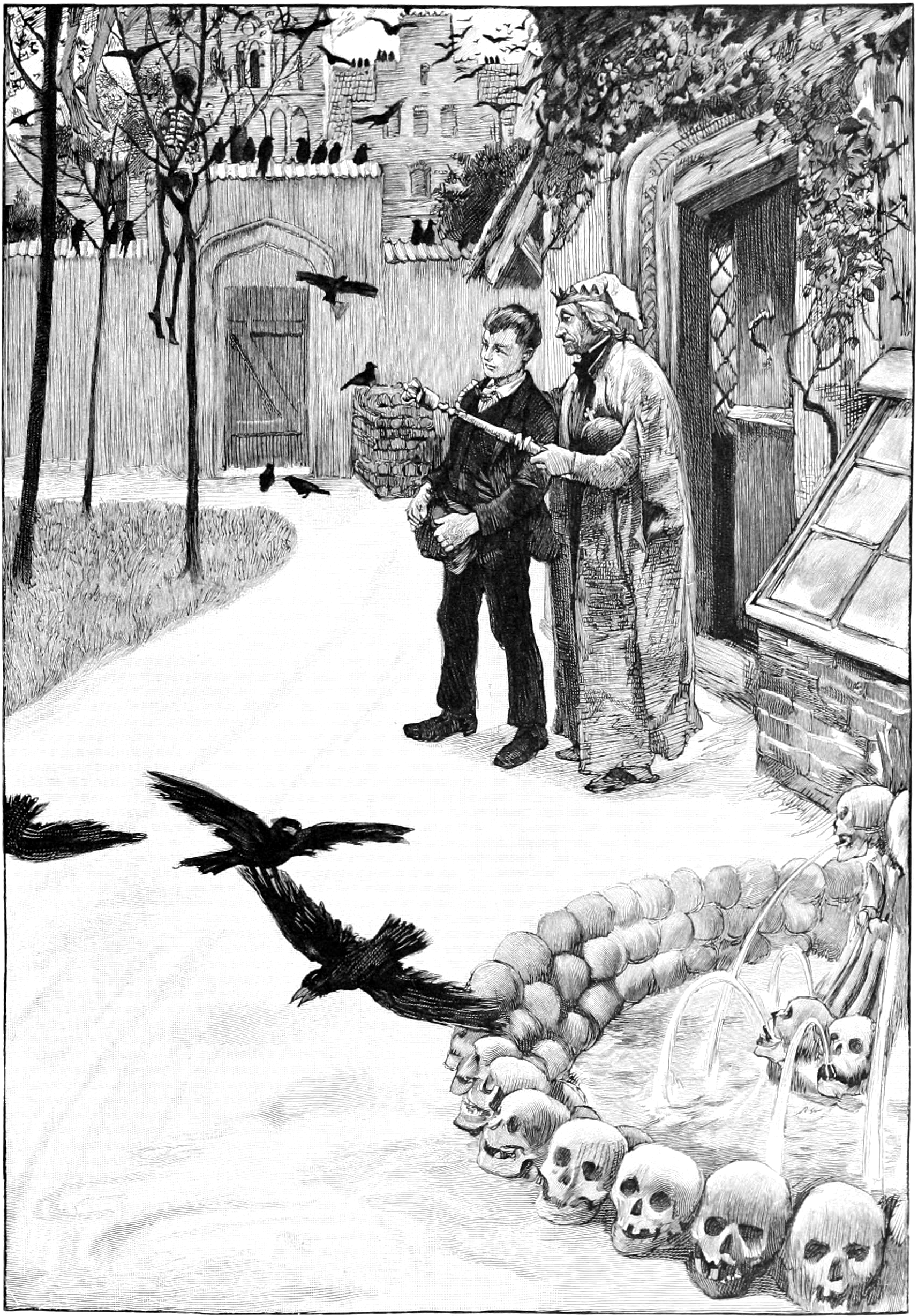
Princeznina zahrada, ilustrace k pohádce Společník na cestách, Hans Tegner, 1900

(1. obraz – Vnitřek kostela, noc) Je bouřlivá noc; v kostele leží na marách mrtvý muž, očekávaje pohřeb. Před nečasem nachází v kostele útočiště Honza, mladý muž, který nedávno přišel o otce – svého jediného přítele – a dal se na cestu světem (árie Ah! What a storm). Všimne si mrtvého a pak se ukryje za pilíř, když se do kostela vkradou dva ošklivci. I když mají trochu strach, přišli sem mrtvého okrást o oděv. Honza vystoupí z úkrytu a snaží se je zadržet. Ošklivci tvrdí, že jim mrtvý zůstal dlužen peníze a že si přišli pro náhradu. Honza se prohlašuje za nebožtíkova přítele a vyplatí jim dluh z peněz, které zdědil po otci. Ošklivci se vysmívají jeho útlocitnosti, ale zlaťáky přijmou a odcházejí. Osamělý Honza se modlí k Bohu: nepotřebuje nic, jen by si přál společníka na své cestě (modlitba Goodnight, companion… Brother of men, last of thee today).
(2. obraz – Klikatá cesta s kostelem, ráno) Honza spí na schodech kostela. Vzbudí ho hlouček zpívajících si vesničanů (sbor Who's for a kingdom, who's for a Queen?). Honza se jich ptá po významu této písně a dvě dívky mu vyprávějí o tom, že jejich král má krásnou dceru, o kterou se ucházelo mnoho nápadníků, ale princezna je dala všechny popravit; její zahrada je ověšena kostrami. Avšak jednou prý má přece jen někdo získat její ruku a Honza začne přemýšlet, zda mu nekyne osud.
Objeví se neznámý muž a osloví Honzu. Nabízí se mu jako společník na cestách a Honza vděčně přijímá. Vesničané se vracejí a ponoukají Honzu, aby se o princeznu ucházel. Společník Honzu varuje, že mu od princezny hrozí nebezpečí a že lidé jen chtějí vidět krvavý spektákl, ale Honza cítí, že se musí chopit příležitosti. Odchází se ucházet o princeznu. Společník ho následuje (árie No gold! No guide! No swinging steel).

### 2. dějství

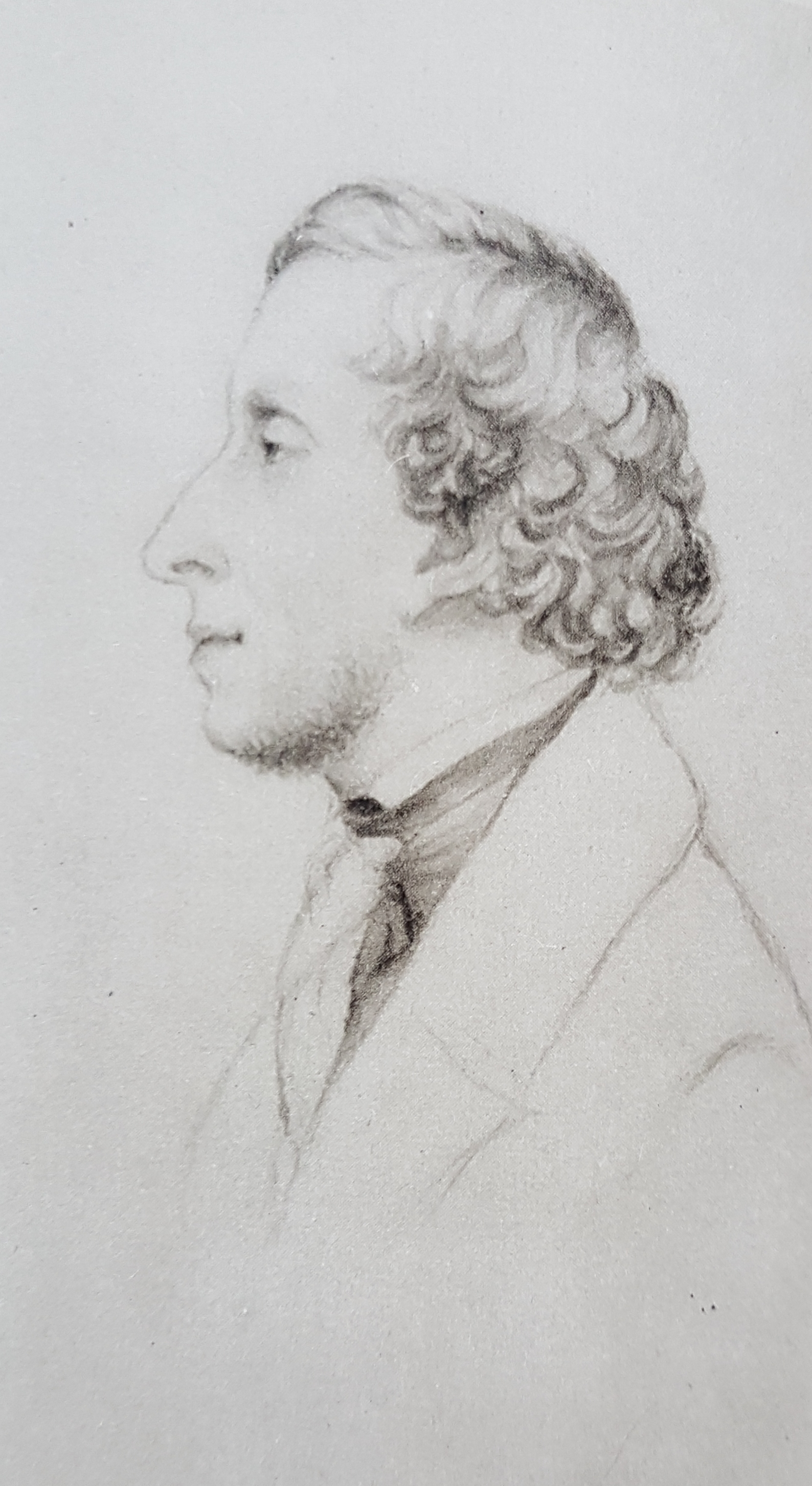
Hans Christian Andersen, kresba Fredriky Bremerové

(Nádvoří královského paláce) Princezna vystupuje na terasu paláce. Vzpomíná na své dětství, na svou zemřelou matku a na píseň, kterou jí zpívávala o tom, že pro ni jednou přijde ten pravý muž (árie How shall I understand… Some day, when love comes). Její otec se na ni nezlobí, ale nechápe, proč si princezna nemůže vybrat ženicha. Každému nápadníkovi dává stejnou, na první pohled nevyluštitelnou hádanku: na co právě myslí? Ale nikdo neuhodne – podle princezny proto, že ji dostatečně nemiluje – a tedy přijde o život. „Takový je zákon,“ tvrdí princezna nic nechápajícímu králi.
Zvědavý lid se shromažďuje na nádvoří a dohaduje se, zda se dnes objeví noví nápadníci. Mezi ně se přimísí Honza. Zástupem projdou král s princeznou a Honza je uhranut princezninou krásou; na místě se do ní zamiluje. Dav ho poznává jako cizího mladíka a dobírá si ho, zejména když zjistí, že se chce skutečně o princeznu ucházet a ani kostry oběšenců ho neodradí. Se zpožděním přichází i Společník a dav si utahuje z jeho vzezření a oděvu, ale Honza je napomíná a svého přítele brání.
Královský hlasatel ohlašuje, že je-li mezi přítomnými uchazeč o princeznu, ať předstoupí. Honza se hlásí. Dav se mu směje, ale králi je ho líto: je příliš mladý na to, aby si bral princeznu, ať přijde za deset let. Lidé se ke králově radě připojují. Ale Honza prohlašuje svou lásku k princezně a svůj pevný úmysl. To na princeznu hluboce zapůsobí, což Společníkovi neujde. Hlasatel přednáší podmínky: dnes dá princezna Honzovi hádanku a zítra jí musí Honza přinést odpověď; pokud bude správná, získá půl království a princeznu za ženu, ale pokud ne, přijde o hlavu. Princezna se snaží Honzu ještě odradit a poslat pryč, ale ten trvá na tom, aby mu dala hádanku, a lid ho v tom povzbuzuje. Princezna mu tedy ukládá, aby jí řekl, na co právě myslí. Honza slibuje, že zítra přijde s odpovědí. Dav se raduje, že zítra bude slavnost: buď svatba, nebo pohřeb, a tančí kolem Honzy (sbor Well said, young un).

### 3. dějství

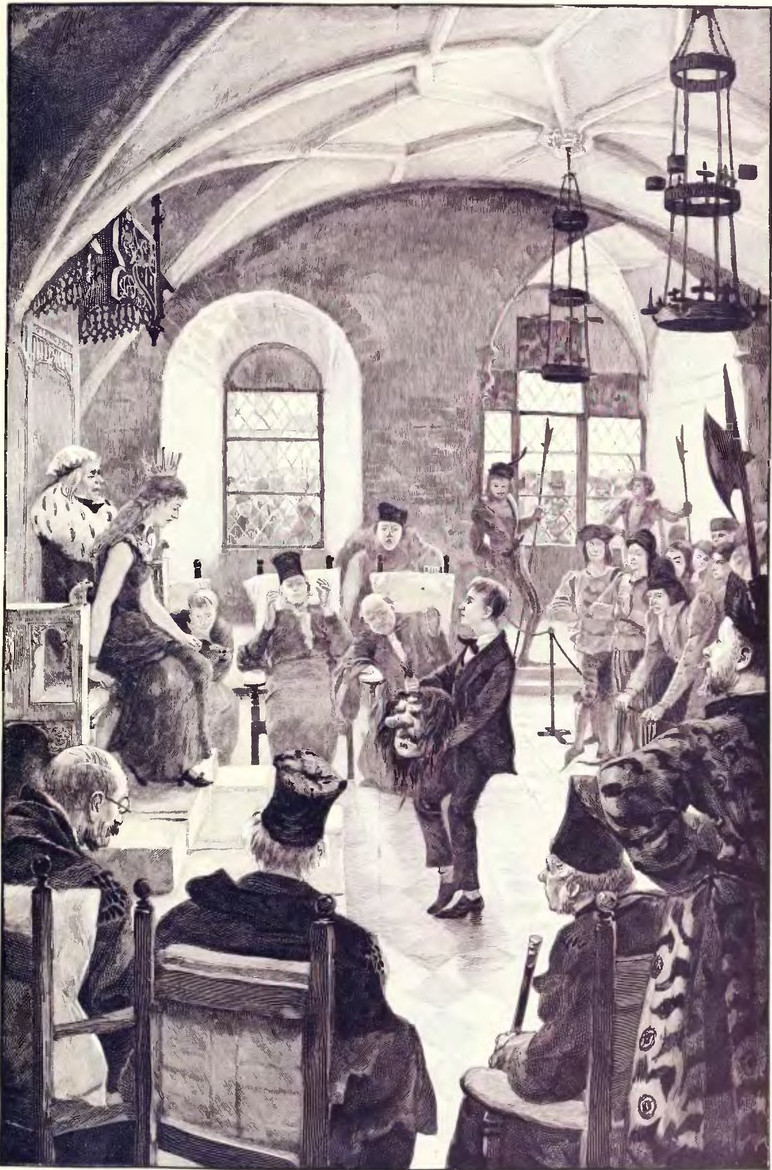
Ilustrace k pohádce Společník na cestách, Hans Tegner, 1900

(1. obraz – Nádvoří paláce, noc) Honza a jeho společník pozorují z hostince královský palác. Všechna okna zhášejí světlo až na princeznino. Honza se strachuje o to, jak hádanku vyřešit, ale Společník ho přes)vědčí, aby šel spát a hádanku nechal na něm.
Princezna vyjde na balkon. Setkání s Honzou v ní zanechalo neobvyklé pochybnosti, ale chce jim odolat a odevzdat se radosti, kterou jí přináší její temná stránka – spojení s černokněžníkem. Přivolává noční vítr a odlétá s ním (árie Wind of the night). Společník, který ji vyslechl, se učiní neviditelným a odlétá s ní.
(2. obraz – Černokněžníkova sluj) Do jeskynního sálu v horském lůně přichází černokněžník v průvodu skřetů. Skřeti vesele tančí, až je černokněžník zastaví a oznamuje, že se právě povětřím blíží princezna, již považuje prakticky za svou dceru. Přikazuje skřetům, aby se připravili na její příchod (sbor Wild and wilful). Princezna vstupuje a černokněžník i skřeti ji radostně vítají. Za princeznou vchází i Společník, ukryje se a pozoruje.
Princezna je unavená a posmutnělá. Nedokáže vysvětlit příčinu, ale černokněžník pozná, že se jí dotkla láska ke smrtelníkovi. Princezna to odmítá, ale vypráví mu o svém nápadníkovi, který má zvláštní kouzlo. Neví, jak zabránit tomu, aby uhodl její myšlenky. Černokněžník jí slibuje pomoc a dává opět zaznít hudbě a tanci.
Jenže princezna se nedokáže bavit a zapomenout na hrozící nebezpečí. Černokněžník ji nerad nechává vrátit se domů a dává jí radu, nač myslit, aby to žádný smrtelník neuhodl: ať myslí na něj. Princezna se loučí a odchází. Zatímco jí černokněžník mává, Společník mu setne hlavu, zabalí ji do černokněžníkova pláště a nechává s Boží pomocí jeskyni zbortit se a zabít všechny skřety.

### 4. dějství
(Nádvoří paláce, úsvit) Princezna na balkoně vzpomíná na uplynulou noc a má úzkost z toho, co se má dnes stát. Společník pod balkonem notuje píseň, kterou si lidé zpívají – o tom, že se jednou přece najde ženich, který ji získá. Princezna je tím rozrušena, snaží se soustředit na svou hádanku a odchází.
Lid se shromažďuje a je zvědav na to, jak se dnes Honzovi povede (sbor Suitor, suitor, where's the merry, merry suitor). Na terasu vycházejí král s princeznou a dvořany. Hlasatel vyvolává Honzu a ten předstupuje a prohlašuje, že je připraven. Princezna prosí otce, aby stanovil pro případ neúspěchu mírnější trest, ale král to pro dnešek odmítá. Také Honza nechce ani žádat o jiný trest, ani odstoupit od zkoušky. Princezna se zpěčuje svou hádanku položit, ale Honza – a tím spíše dav, který se těší na podívanou – trvají na tom, aby tak učinila. Nešťastná princezna tedy vyslovuje svou otázku: na co právě myslí? Honza jako odpověď vytáhne z pláště černokněžníkovu hlavu.
Princezna klesá Honovi do náruče ve zděšení a hrůze. Zato král, Společník a lid se radují, že se našel ženich pro princeznu (sbor The man has come). Pověšení kostlivci spadnou a popravení nápadníci oživnou. Hlasatel zve všechny na svatební hostinu do paláce. Honza a princezna (která má ze Společníka dosud strach) ho zvou také, ale Společník odmítá: nyní musí Honzu opustit a vrátit se tam, odkud přišel. Odchází; jeviště se zatemní a v dálce se objeví kostel a v něm nebožtík na marách.

## Diskografie
- 2018 (SOMM CD 274-2) Zpívají: (John [Honza]) David Horton, (Společník na cestách) Julien Van Mellaerts, (Princezna) Kate Valentine, (Král) Pauls Putnins, (Černokněžník / První ošklivec) Ian Beadle, (Hlasatel / Druhý ošklivec) Felix Kemp, (První děvče) Tamzin Barnett, (Druhé děvče) Lucy Urquhart. Orchestr a sbor New Sussex Opera řídí Toby Purser.